# Leucodon rigidus
Leucodon rigidus là một loài Rêu trong họ Leucodontaceae. Loài này được Bosch & Sande Lac. mô tả khoa học đầu tiên năm 1864.